# Лучший друг (песня)
«Лучший друг» — песня российского хип-хоп-исполнителя Саши Честа при участии Тимати, выпущенная 6 октября 2015 года.

Припев песни содержит повторяющуюся строчку:
Мой лучший друг — это президент Путин.

## Предыстория
В сентябре 2015 года Саша Чест представлял первую версию песни, записанную с музыкантом Capella. Уже после выхода песни с участием Тимати Саша Чест рассказал в интервью, как возникла задумка.

## Музыкальное видео
Клип был опубликован на YouTube-канале Тимати 7 октября 2015 года ко дню рождения президента России Владимира Путина. Его срежиссировал Павел Худяков. Часть съёмок прошла на Красной площади: Тимати разъезжал по брусчатке на «Ладе-Приоре», а танцоры в клипе снимались в масках с лицом Владимира Путина. Кроме этого, рэпер запустил в социальных сетях акцию с хэштегом #МойЛучшийДругЭтоПрезидентПутин, в рамках которой любой желающий может поздравить главу государства с праздником.

## Реакция
В конце октября того же года на украинском телешоу «Мамахохотала» вышел скетч в ответ на песню Тимати.
В 2017 году на Comedy Club артист Дмитрий Грачёв в образе Владимира Путина зачитал рэп, отталкиваясь от этой песни.